# Murcia austroamericana
Murcia austroamericana är en kvalsterart som först beskrevs av Berlese 1910.  Murcia austroamericana ingår i släktet Murcia och familjen Ceratozetidae. Inga underarter finns listade i Catalogue of Life.